# Xaïkh Husain
Xaïkh Husain (somali: Sheekh Xuseen; oromo: Shék Husén; italià: Scec Hussen o Scech Ussen) fou un dels principals sants (waliye) etíops; la seva tomba a Annajina, Bale, a Oròmia, és objecte d'àmplia veneració. Va viure vers el 1200 i no se sap si venia d'Harar o de la Meca, sent el primer gran predicador musulmà. Al segle xvi els oromos animistes que van arribar a la regió i van assimilar el culte que li rendien els sidama i es va confondre amb el culte a Abba Muda, el suposat fill de l'ancestre epònim dels oromos. Modernament el culte té caràcter sincrètic. Waaqa, la divinitat suprema dels oromos, s'identifica amb Al·là, i Shaykh Husayn amb Abba Muda.